# Tropico 2: Pirate Cove
Tropico 2: Pirate Cove je počítačová hra žánru budovatelská strategie pro operační systémy MS Windows a Mac OS X. Byla vyvinuta firmou Frog City Software a vydána společností Gathering of Developers v roce 2003. Hráč se v ní stává králem pirátského ostrova v Karibském moři v 17. století. Jeho úkolem je řídit celý ostrov tak, aby piráti byli spokojeni a zajatci se nebouřili, vybudovat infrastrukturu a průmysl vyrábějící zbraně a lodě, podnikat pirátské výpravy za kořistí do okolních vod a udržovat solidní vztahy se třemi evropskými námořními velmocemi: Anglií, Francií a Španělskem.
Hra je pokračováním hry Tropico vzniklé v roce 2001, v níž se však hráč stával diktátorem karibského ostrova ve druhé polovině 20. století. Technické provedení druhého dílu (izometrické zobrazení, způsob ovládání, ovládací prvky) je téměř shodné s prvním, ale chod ostrova a způsob vydělávání se od prvního dílu značně liší.

## Ostrov

### Populace
Populaci na ostrově tvoří dva druhy lidí: piráti a zajatci. Piráti jsou najímáni na loupežných výpravách nebo je možné udělat piráta ze zajatce. Jsou přidělováni na lodě, které plují na výpravy, nebo jako dozorci do budov, v nichž pracují zajatci. Když piráti nejsou na moři, tráví čas převážně v různých zábavních podnicích, které hráč musí stavět. Požadují jídlo, pití, hazardní hry, odpočinek, možnost našetřit si vlastní poklad na horší časy, muži chtějí prostitutky a ženy péči o krásu. Čím je pirát vyspělejší, tím větší nároky má na zábavu. Piráti také vyžadují pocit anarchie (nemají rádi pořádek) a ochrany před invazí cizí velmoci. Podle toho, zda a jak jsou požadavky pirátů splněny, se odvíjí jejich spokojenost. Nespokojení piráti se mohou vzbouřit a na moři během výpravy popravit kapitána, na souši pak zaútočit na královský palác.
Zajatci jsou zajímáni během nájezdů na osady na okolních ostrovech. Vykonávají veškerou práci na ostrově. Je nutné jim poskytovat jídlo, bydlení a náboženskou útěchu, ale také u nich udržovat pocit řádu (opak pirátské anarchie) a strachu, jinak utečou nebo vzbouří se.

### Suroviny
Budovy, které je možné na ostrově postavit, vyrábějí nebo spotřebovávají různé suroviny. Některé budovy vyrábějí suroviny samy o sobě (farmy pěstují kukuřici, cukr, papáju, tabák nebo banány, dřevorubecké tábory kácejí dřevo, doly těží železnou rudu), jiné vyrábějí hotové výrobky ze surovin (např. vysoká pec vyrábí železo z železné rudy, kovárna vyrábí šavle ze železa, pivovar vaří pivo z kukuřice, atd.) nebo suroviny jen spotřebovávají (např. různé druhy hospod a jídelen spotřebovávají kukuřici, pivo a ovoce). K výstavbě a údržbě budov jsou nutná prkna (vyrábějí se ze dřeva na pile) a někdy zlato.

### Pirátské výpravy
Jediným zdrojem zlata jsou křížové výpravy pirátských lodí na okolní moře. Hráč může poslat loď na výpravu a zadat jí jednu z několika druhů misí. Loď vypluje, má-li dostatek jídla, a pokud je na zadaný typ mise potřebuje, tak i zbraní. Hráč však přímo nerozhoduje o dění během výpravy. O něm je informován až poté, kdy se loď vrátí zpět do přístavu (pokud se nepotopila) a kapitán ukáže hráči lodní deník se záznamy o průběhu a úspěšnosti výpravy.
Hráč má k dispozici mapu okolních moří, na níž vybírá, kam loď popluje. Mapa je rozdělená na několik námořních oblastí. Loď lze poslat jen do prozkoumané oblasti (na začátku bývá prozkoumaná jen oblast, v níž má ostrov) nebo do oblasti sousedící s prozkoumanou. V oblastech může hráč objevovat obchodní cesty a osady Angličanů, Francouzů a Španělů.

### Vztahy s velmocemi
Hráč musí dbát na vztahy se třemi námořními velmocemi, které v oblasti mají své loďstvo: Anglie, Francie a Španělsko. Vztahy s každou zemí zhoršuje přepadání jejích lodí a braní jejích zajatců, naopak vztahy zlepšuje propuštění zajatců oné země nebo pomoc této zemi ve válce s jinou. Velmi špatné vztahy mohou vést k invazi dotyčné země na hráčův ostrov. Pak se hráč musí ubránit pomocí svých postavených pevností a kvalitních pirátů. Naopak dobré vztahy mohou znamenat, že země vezme hráčův ostrov pod svůj patronát a takový ostrov pak bude chráněn před invazí všech ostatních zemí.

### Rozhodování
Hráč může vykonávat v podstatě dvě skupiny rozhodnutí: stavbu budov a vydávání nařízení. V postavených budovách pracují zajatci, přivezení z pirátských výprav; na ně může dohlížet dozorce z řad pirátů. Pro postavení budovy je nutné postavit stavební stan, v němž budou bydlet zedníci, kteří budou budovu stavět. Dále je nutno vybrat volné místo pro budovu a zaplatit požadované množství prken, popř. zlata. Některé budovy vyžadují zajatce s určitou zkušeností, kterého je nutné získat únosem, který se nařídí některé pirátské lodi.
Ve hře je mnoho různých prezidentských nařízení, která ovlivňují chod ostrova. Některá jsou jednorázová, jiná platí do okamžiku zrušení. Za vydání nařízení je nutné zaplatit zlatem.

## Herní režim
Tropico 2 lze hrát v několika režimech:
- Tutoriál – Jednoduchý ostrov, na němž je hráči vysvětleno ovládání a základní principy hry.
- Kampaň – Skládá se ze šestnácti epizod, které na sebe navazují a jsou spojeny příběhem. Hráč představuje nezkušeného mladíka, který se svou dívkou utekl z nucených prací na plantážích v Karibiku na sousední ostrov obydlený několika piráty a snaží se vybudovat si vlastní pirátskou říši. V každé epizodě hráč dostane na začátku nevyvinutý ostrov a musí splnit určitý úkol (např. postavit nějakou budovu, našetřit určité množství zlata atd.). Podle toho, jak rychle a kvalitně se mu to podaří, získá zlatou, stříbrnou nebo bronzovou medaili. Po splnění úkolu příběh pokračuje do další epizody a hráč dostane další ostrov a další úkol.
- Scénáře – Hra obsahuje osm scénářů různých obtížností. V každém hráč dostane ostrov a úkol, který musí splnit (podobně jako v kampani) – na rozdíl od kampaně však scénáře na sebe nenavazují a po splnění jednoho hra nepokračuje dalším. Ve hře je možné vytvořit si vlastní scénář.
- Píseček – Hráč si může kompletně nastavit podmínky, jaké budou panovat na jeho ostrově. Může si zvolit velikost ostrova, úrodnost, nerostné bohatství, stejně jako postavu krále, jeho přednosti a nedostatky, a další vlastnosti. Pak zahájí hru.

## Technické provedení
Technické provedení hry je téměř stejné jako u prvního dílu. Celý ostrov je zobrazen izometricky, je možné jím otáčet o 90 stupňů a zoomovat. Na ostrově jsou vidět všechny postavené budovy a všichni obyvatelé (nejsou-li uvnitř budov). U každého obyvatele je možné zobrazit jeho statistiky potřeb a spokojenosti celkové i s jednotlivými prvky života, stejně jako místo jeho zaměstnání, bydlení a názory. K dispozici je také řada přehledů, které na mapě zobrazují vlastnosti jednotlivých částí ostrova (nerostné bohatství, vhodnost půdy k pěstování zvolené plodiny, spokojenost…). Je možné si také zobrazit ostrovní deník, který obsahuje velké množství podrobných statistik a seznamů. Novinkou oproti prvnímu dílu je encyklopedie, která je součástí deníku a obsahuje podrobnosti o každé budově, obyvateli i dalších věcech.

### Série Tropico
- Tropico
- Tropico: Paradise Island

### Další hry s pirátskou tematikou
- Monkey Island
- Sid Meier's Pirates!